# Suunnistussimulaattori
Suunnistussimulaattori (англ. Orienteering Simulator, досл. «Симулятор спортивного орієнтування») — це відеогра у жанрі спортивного симулятора, створена фінським програмістом та орієнтувальником Антеро Пуллі (фін. Antero Pulli).

## Історія
У 2004, Пуллі вирішив створити симулятор Suunnistussimulaattori, бо виношував його ідею та мав вже деякі напрацювання у створенні симуляторів починаючи з 1997. 
У лютому 2007, на головній сторінці сайту «SuunnistusNet», фінського неофіційного медіа про спортивне орієнтування, було розміщено банер з анонсом і посиланням на версію 0.999. Це надало розголосу і гра зацікавила багатьох орієнтувальників з різних країн. 
30 квітня 2007, випущено версію 1.0, яка мала лише фінський інтерфейс.
12 грудня 2012, випущено версію 2.0, яка стала першою версією з англійською локалізацією інтерфейсу (додатководо фінської).
30 листопада 2015, випущено версію 2.3, трейлер якої раніше було оприлюднено на каналі проєкту в YouTube.
29 листопада 2016 випущено версію 2.4, яка стала останньою версією Suunnistussimulaattori. Сайт продовжував працювати як блог для організації турнірів серед користувачів гри до 2020, після чого сайт було вимкнено.

27 жовтня 2017, Фінський музей ігор опублікував 2-хвилинний фрагмент відеоінтерв'ю з розробником відеогри. Це інтерв'ю є частиною серії з понад 40 інтерв'ю з фінськими розробниками відеоігор. В експозиції цього музею, який відкрився у січні 2017, на той час нараховувалося понад 100 фінських ігор, більшість з яких представлена у вигляді інтерактивних ігрових стендів, серед яких є і стенд з симулятором Suunnistussimulaattori а також екіпіруванням для спортивного орієнтування та сувенірами з символікою гри, які передав у музей Антеро Пуллі.

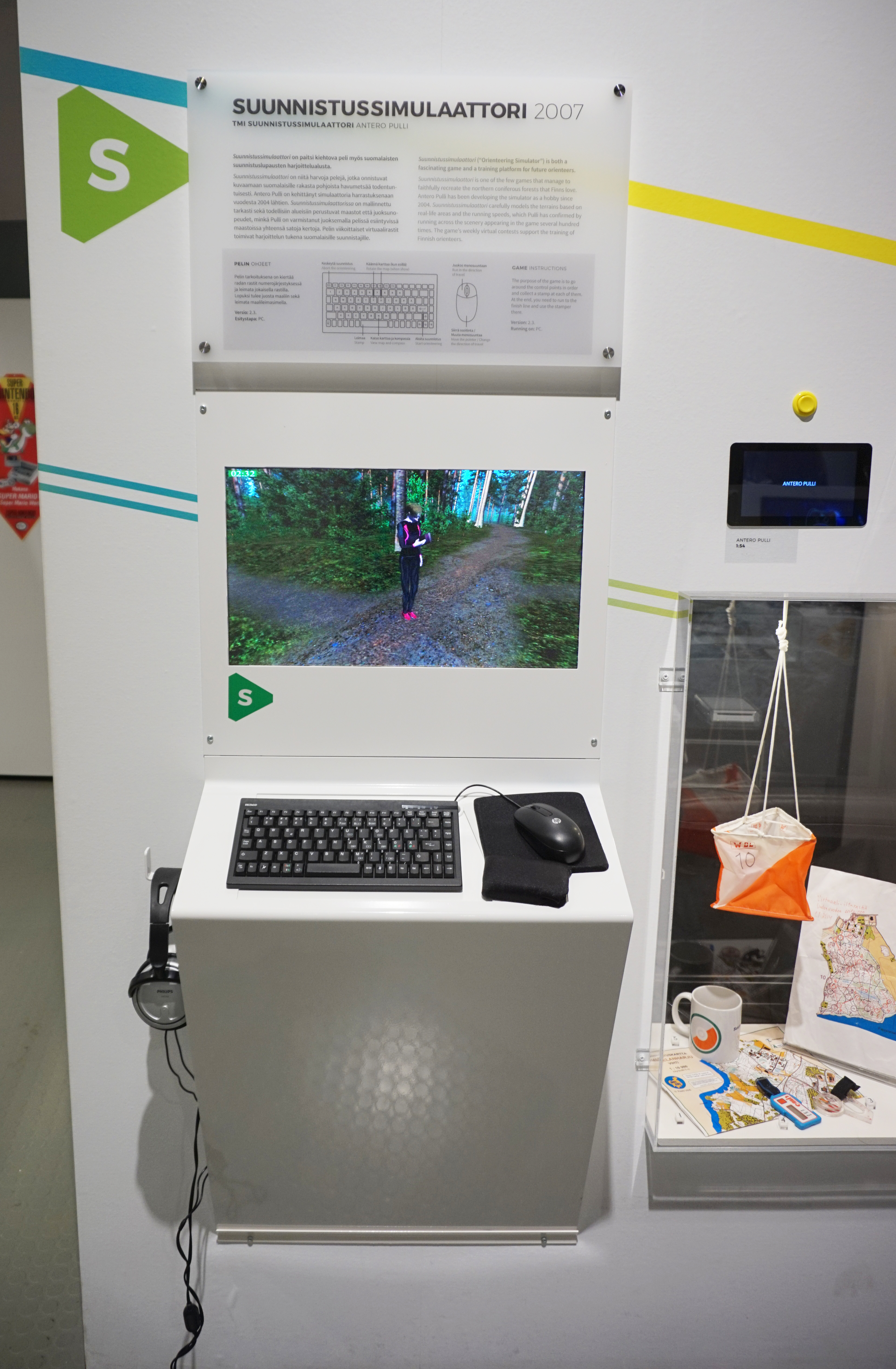
Ігровий стенд Suunnistussimulaattori у Фінському музеї ігор, 17 вересня 2017.

## Особливості
- Симуляція реалістичного 3D ландшафту та рельєфу місцевості великої кількості локацій на основі справжніх природних ландшафтів.
- Реалістичне відтворення швидкості руху в залежності від типу покриття ґрунту та зеленого покриву, завдяки досвіду розробника з орієнтування на місцевості та спортивного орієнтування в реальних умовах на справжніх локаціях які присутні й у симуляторі.
- Окрім карт реальних локацій, для симулятора можна було створювати власні карти, зокрема з допомогою спеціально створеного генератора випадкових спортивних карт у форматі OCAD[13][14][15].
- Підтримка режимів гри від першої особи та від третьої особи[16].
- Налаштування та симуляція різних погодних умов, таких як дощ чи сніг, у тому числі й симуляція сніжного покриву ґрунту для змагань на лижах.
- Налаштування пори доби, при чому у темну пору доби в ігрових персонажів вмикаються налобні ліхтарі для підсвічування в темряві.
- Багатокористувацький режим мережевої гри (окрім демоверсії). Для доступу до мережевої гри в програмі є система ідентифікації користувачів VirtO (персоналізованих аватарів), яка дозволяє організовувати турніри між верифікованими користувачами.

## Цікаві факти
- Одним з перших 3D симуляторів спортивного орієнтування є WinOL, створений на початку 1990-х для Windows 95. WinOL II «Oriantica», оновлена версія WinOL з покращеною графікою для Windows 98, все ще підтримується розробниками станом на грудень 2023[17]. До симулятора додається програма для редагування спортивних карт у форматі OCAD і конвертації їх для використання у симуляторі.
- 26 червня 2013, у випуску однієї з телепрограм на фінському телебаченні було показано телесюжету про симулятор спортивного орієнтування доповненої реальності «Athene», головне вікно якої проєціюється на 3 екрани встановлені у приміщенні навколо тренажеру бігової доріжки. Цю новину також було опубліковано на сайті фінського національного телерадіомовника Yle[18]. Автором та розробником цього симулятора є Веллі-Матті Нуркала (фін. Velli-Matti Nurkkala[19]), який присвятив цей проєкт проведенню Чемпіонату світу зі спортивного орієнтування (WOC2013[en]), який у липні того ж року проводився у Фінляндії. Сам симулятор був створений задовго до цього і в подальшому розроблявся під назвою «Exergaming» як багатоцільова платформа, яку можна переналаштовувати на симулятор віртуального місця водія транспорту або робочого місця на промисловості[20][21][22].
- 5 березня 2014, через кілька тижнів після початку російського збройного вторгнення в Крим, на сторінці Sunnistussimulaattori у Facebook було опубліковано скріншот, без підпису, на якому ігровий персонаж вбраний у військовий одяг з шоломом на голові та автоматом в руках стоїть у позі очікування посеред лісу[23]. Цього ж дня було опубліковано допис з посиланням на статтю на сайті симулятора про 10-річчя проєкту[24]
- Suunnistussimulaattori був сучаснішою альтернативою симулятору WinOL II «Oriantica» та більш популярному симулятору Catching Features[25][26][27], який активно використовувався багатьма клубами спортивного орієнтування та спортсменами для навчання та проведення віртуальних турнірів[28][29][30][31][32][33][34][35][36][37][38][39][40][41][42], у тому числі віртуальних чемпіонатів світу під час пандемії COVID-19 з 2020 по 2022[43][44][45]. Більш сучасною альтернативою Suunnistussimulaattori та Catching Features став симулятор Virtual-O[46][47][48][49][50][51], представлений у 2016.
- Щотижневі віртуальні турніри в симуляторі Sunnistussimulaattori слугують тренувальною підтримкою для фінських орієнтувальників.
- При записі відео з кількох екранів користувачів також можна організовувати синхронізовані відео з кількох користувачів з показом на треків руху на карті з допомогою стороннього програмного забезпечення[52][53].
- Огляд на Suunnistussimulaattori публікувався[уточнити] у фінському журналі «Suunnista»[54].
- Для симулятора ведення воєнних дій Arma 3 створено місії виключно для практикування навігації на місцевості з картою і компасом[55][56].
- Серед вільних альтернатив є спрощений 3D симулятор спортивного орієнтування Open Forest, створений на основі рушія OGRE[57].